# Strzegowa (województwo małopolskie)
Strzegowa – wieś w Polsce położona w województwie małopolskim, w powiecie olkuskim, w gminie Wolbrom, przy drodze wojewódzkiej nr 794.
W latach 1975–1998 miejscowość położona była w województwie katowickim.

## Części wsi
| SIMC    | Nazwa      | Rodzaj    |
| ------- | ---------- | --------- |
| 0224739 | Poduchowne | część wsi |
| 0224745 | Stara Wieś | część wsi |

## Położenie
Wieś położona jest na równinie po obydwu stronach drogi wojewódzkiej nr 794, na granicy dwóch mikroregionów: Wyżyna Ryczowska i Brama Wolbromska, należących do Wyżyny Częstochowskiej. W zachodniej części wsi znajduje się pas wzniesień tworzących lewe zbocza suchej Doliny Wodącej. Na południe i wschód od nich rozciągają się pola uprawne, wśród których również wznoszą się izolowane, zbudowane z wapieni skaliste wzniesienia: Ścianki, Krzywość, Kyciowa Skała, Opalanica, Pośrednica, Biernatowa Skała, Sołtysikowa Skała, Uczkiewiczowa Skała.
W Strzegowej funkcjonują: jednostka ochotniczej straży pożarnej, klub sportowy LKS Pogoń Strzegowa oraz koło gospodyń wiejskich.

## Zabytki
Obiekty wpisane do rejestru zabytków nieruchomych województwa małopolskiego:
- Zespół kościoła pw. Podwyższenia Krzyża Świętego w Strzegowej z XV wieku. Pierwotnie świątynia gotycka, przebudowana w XVIII wieku w stylu barokowym. Wyposażenie wnętrz barokowe i rokokowe;
  - drewniana dzwonnica sprzed 1875 roku;
  - plebania;
  - mur z niszami;
  - starodrzew.